# Mistrzostwa Panamerykańskie w Zapasach 2012
Mistrzostwa rozegrano od 24 do 26 lutego 2012 roku w mieście Colorado Springs.

## Tabela medalowa
|     | Państwo    |    |    |    | Razem: |
| --- | ---------- | -- | -- | -- | ------ |
| 1.  | USA        | 10 | 4  | 5  | 19     |
| 2.  | Kuba       | 6  | 4  | 5  | 15     |
| 3.  | Kanada     | 3  | 3  | 7  | 13     |
| 4.  | Kolumbia   | 1  | 1  | 3  | 5      |
| 5.  | Argentyna  | 1  | 1  | 1  | 3      |
| 6.  | Ekwador    | 0  | 3  | 0  | 3      |
| 7.  | Wenezuela  | 0  | 2  | 5  | 7      |
| 8.  | Dominikana | 0  | 1  | 3  | 4      |
| 9.  | Meksyk     | 0  | 1  | 1  | 2      |
| 10. | Salwador   | 0  | 1  | 0  | 1      |
| 11. | Brazylia   | 0  | 0  | 3  | 3      |
| 12. | Portoryko  | 0  | 0  | 2  | 2      |
| 13. | Panama     | 0  | 0  | 1  | 1      |
| 14. | Peru       | 0  | 0  | 1  | 1      |
|     | razem:     | 21 | 21 | 37 | 79     |

## Wyniki

### W stylu klasycznym
| Waga   | złoty                 | srebrny             | brązowy                 | brązowy                |
| ------ | --------------------- | ------------------- | ----------------------- | ---------------------- |
| 55 kg  | Javier Duménigo       | Jermaine Hodge      | Andrés G.Taborda        | ----                   |
| 60 kg  | Ismael Borrero Molina | Andrés Montaño      | Joseph Samuel Betterman | Jansel Ramírez         |
| 66 kg  | Pedro Muléns          | Iván de Jesús Duque | Benjamin Sanchez        | Jack Bond              |
| 74 kg  | Andrew Bisek          | Alexei Bell         | Luillys Pérez           | Maximiliano Prudenzano |
| 84 kg  | Chas Betts            | Pablo Shorey        | Cristian Mosquera       | José Arias Paredes     |
| 96 kg  | Yasmany Lugo Cabrera  | Erwin Caraballo     | Raúl Anguilo            | Justin Ruiz            |
| 120 kg | Mijaín López          | Ramón García        | Peter Kowalczuk         | Sunny Dhinsa           |

### W stylu wolnym
| Waga   | złoty           | srebrny            | brązowy          | brązowy          |
| ------ | --------------- | ------------------ | ---------------- | ---------------- |
| 55 kg  | Sam Hazewinkel  | Jacob Hergenhein   | Alfredo Cisneros | Fernando Paredes |
| 60 kg  | Yowlys Bonne    | Luis Portillo      | Abel Herrera     | Gabriel García   |
| 66 kg  | Phillip Simpson | Elvis Fuentes      | Ryley Walker     | Pedro Soto       |
| 74 kg  | Trent Paulson   | Ryan Daniel Lue    | Yunieski Blanco  | Alvis Almendra   |
| 84 kg  | Raymond Jordan  | Luis Miranda Mazar | Matthew Miller   | José Díaz        |
| 96 kg  | Dustin Kilgore  | Yuri Maier         | Khetag Pliev     | Javier Cortina   |
| 120 kg | Tervel Dlagnev  | Sunny Dhinsa       | Edgardo López    | Disney Rodríguez |

### W stylu wolnym kobiet
| Waga  | złoty             | srebrny            | brązowy                | brązowy          |
| ----- | ----------------- | ------------------ | ---------------------- | ---------------- |
| 48 kg | Patricia Bermúdez | Katiuska Toaza     | Yasmín Martínez        | Alyssa Lampe     |
| 51 kg | Jessica MacDonald | Whitney Conder     | Mayara Graciano        | ----             |
| 55 kg | Helen Maroulis    | Mayra Antes        | Camila Fama Tristão    | Marcia Andrades  |
| 59 kg | Amanda Gerhart    | Randi Beltz        | Lais Nunes de Oliveira | ----             |
| 63 kg | Sandra Roa        | Wendy García       | Lisandra Ramírez       | Justine Bouchard |
| 67 kg | Megan Buydens     | Lauren Louive      | ----                   | ----             |
| 72 kg | Stephanie Lee     | Lisset Hechavarría | Vanessa Wilson         | Jaramit Weffer   |